# Ted Levine
Pour les articles homonymes, voir Levine.
Ted Levine (/tɛ:d / li:vai:ɲ/) est un acteur américain, né le 29 mai 1957 à Bellaire (Ohio).
Il est notamment connu pour son rôle du tueur en série Buffalo Bill dans Le Silence des agneaux (1991) et pour le personnage du capitaine Leland Stottlemeyer dans la série Monk (2002-2009).

## Biographie

### Famille et jeunesse
Frank Theodore Levine est le fils de Milton Dmitri Levine et Charlotte Virginia (née Clark), tous deux docteurs en médecine et membres de l'association Physicians for Social Responsibility, Ted est d'origine russo-juive par son père et canadienne par sa mère. Son enfance se déroule à Oak Park dans l'Illinois. En 1975, il devient étudiant du collège de Marlboro, l'établissement affilié à l'université d'arts libéraux. 

### Carrière
À l'âge de 25 ans, il tient le rôle de Stubbs dans l'adaptation de Moby Dick au Théâtre Remains à Chicago. Le spectacle recevra le prix des Jeff Awards de la meilleure production théâtrale de 1982.
Il a joué dans une multitude d'autres registres : handicapé mental dans Bullet, chasseur de primes dans Cavale sans issue, général de l'armée dans Evolution et Wild Wild West, policier dans Heat et Fast and Furious, directeur d'asile psychiatrique dans Shutter Island…

### Vie privée
Il est marié avec Kim Phillips. Ils ont eu 2 enfants, Mac Levine et Melissa Levine.

## Filmographie

### Cinéma
- 1986 : One More Saturday Night : un agent de police à la gare
- 1987 : Ironweed : Pocono Pete
- 1988 : La Main droite du diable (Betrayed) : Wes
- 1989 : Un flic à Chicago (Next of Kin) : Willy Simpson
- 1990 : L'Amour poursuite (Love at Large) : Frederick King / James McGraw
- 1991 : Le Silence des agneaux (The Silence of the Lambs) de Jonathan Demme : Jame Gumb ("Buffalo Bill")
- 1992 : The Paint Job : Kenny le D.J.
- 1993 : Cavale sans issue (Nowhere to Run) : Mr Dunston
- 1994 : Todo cambia : Vince
- 1995 : The Mangler (The Mangler) : officier John Hunton
- 1995 : Georgia : Jake
- 1995 : Heat : Bosko
- 1996 : Bullet : Louis
- 1997 : Mad City : chef Alvin Lemke
- 1997 : La Piste du tueur (Switchback) : Deputy Nate Booker
- 1997 : Flubber : Wesson
- 1998 : You Can Thank Me Later : Eli Cooperberg
- 1999 : Wild Wild West : général McGrath
- 2001 : Évolution (Evolution) : général Russell Woodman
- 2001 : Fast and Furious (The Fast and the Furious) : sergent Tanner
- 2001 : Une virée en enfer (Joy Ride) : Rusty Nail (voix)
- 2002 : La Vérité sur Charlie (The Truth About Charlie) : Emil Zadapec
- 2003 : Wonderland : inspecteur Sam Nico
- 2004 : Un crime dans la tête (The Manchurian Candidate) : colonel Howard
- 2004 : Birth de Jonathan Glazer : M. Conte
- 2005 : The L.A. Riot Spectacular : Tom Saltine
- 2005 : Mémoires d'une geisha (Memoirs of a Geisha) de Rob Marshall : colonel Derricks
- 2006 : La colline a des yeux : Big Bob Carter
- 2007 : L'Assassinat de Jesse James par le lâche Robert Ford d'Andrew Dominik : shérif James Timberlake
- 2007 : American Gangster de Ridley Scott : Toback
- 2010 : Shutter Island de Martin Scorsese : Warden
- 2013 : A Single Shot de David M. Rosenthal : Cecile
- 2013 : Banshee Chapter de Blair Erickson (cinéaste) : Thomas Blackburn
- 2014 : Tommy Benjamin de Johnee Gange : Duke Klien
- 2014 : Big Game de Jalmari Helander : le général Underwood
- 2014 : Child of Grace de Ian McCrudden : chef Edwards
- 2016 : K.O. - Bleed for This (Bleed for This) de Ben Younger : Lou Duva
- 2018 : Jurassic World: Fallen Kingdom de Juan Antonio Bayona
- 2019 : The Report de Scott Z. Burns : John O. Brennan
- 2023 : Monk, le retour (Mr. Monk's Last Case: A Monk Movie) de Randall Zisk : le capitaine Leland Stottlemeyer

### Télévision

#### Téléfilms
- 1983 : À l'œil nu (Through Naked Eyes) : Patrolman
- 1985 : The Killing Floor : policier
- 1985 : Justice (Two Fathers' Justice) : Bennett
- 1989 : Si Dieu le veut (The Fulfillment of Mary Gray) : Jonathan
- 1991 : La Loi de la Mafia (Dead and Alive: The Race for Gus Farace ) de Peter Markle : l'agent du FBI
- 1991 : Meurtre dans les hautes sphères (Murder in High Places) : Carson Russell
- 1991 : Dead and Alive: The Race for Gus Farace : Charles Rose
- 1993 : Commando express (Death Train) : Alex Tierney
- 1993 : Un cœur en adoption (Broken Promises: Taking Emily Back) : Gary Ward
- 1993 : The Last Outlaw (en) : sergent Potts
- 1996 : Un flic dans la mafia (Wiseguy) : Paul Callendar
- 1997 : La Maison bleue (Ellen Foster) : Bill Hammond
- 2000 : Harlan County War : Silas Kincaid
- 2014 : L'Enfant disparue (Child of Grace) : chef Edwards

#### Séries télévisées
- 1986 : Les Incorruptibles de Chicago (Crime Story) : Frank Holman
- 1998 : Moby Dick : Starbuck
- 1998 : De la Terre à la Lune ("From the Earth to the Moon") : Alan Shepard
- 2000 : Wonderland : Dr Robert Banger
- 2002 : New York 911 : psychologue du département de la Police (saison 3 épisode 16)
- 2002-2009 : Monk : le capitaine Leland Stottlemeyer
- 2011 : Hell on Wheels : L'Enfer de l'Ouest (Hell on Wheels) : contremaître Daniel Johnson
- 2011 : Luck : Isadore Cohen (5 épisodes)
- 2013-2014 : The Bridge : lieutenant Hank Wade
- 2016 : Ray Donovan : Bill Primm  (4 épisodes)
- 2016 : L'Arme fatale (Lethal Weapon) : Ned Brower (saison 1, épisode 3)
- 2018 : L'Aliéniste : Thomas Byrnes (7 épisodes)
- 2018 : Here and Now : Ike Bayer (2 épisodes)
- 2019 : Becoming a God : Obie Garbeau II
- 2020 : Big Sky  : Horst kleisasser (7 épisodes)
- 2020 : Monk en quarantaine (Mr. Monk Shelters in Place) : le capitaine Leland Stottlemeyer (mini-épisode spécial, diffusé sur YouTube exclusivement en VO))
- 2023 : Tiny Beautiful Things : Gene

#### Séries d'animation
- 1997 et 1999 : Superman, l'Ange de Metropolis : Karkull / Sinestro
- 2002-2004 : Static Choc : Sinestro
- 2004 : La Ligue des justiciers : Sinestro et un lieutenant nazi
- 2006 : La Nouvelle Ligue des justiciers : Sinestro

## Voix françaises
En France
| - Richard Darbois dans : - Le Silence des agneaux - Georgia - La colline a des yeux (version non censurée) - Féodor Atkine dans (les séries télévisées) : - The Bridge - L'Aliéniste - Big Sky - Jean-Yves Chatelais (*1953 - 2018) dans : - La Colline a des yeux (version cinéma) - K.O. - Bleed for This - Jean-Jacques Moreau dans : - L'Assassinat de Jesse James par le lâche Robert Ford - American Gangster - Pierre Dourlens dans : - Birth - Big Game | et aussi - Marcel Guido dans Les Incorruptibles de Chicago (série télévisée) - Patrick Poivey (*1948 - 2020) dans La Main droite du diable - Joël Martineau dans Cavale sans issue - Jacques Frantz (*1947 - 2021) dans Commando express - Georges Berthomieu (*1933 - 2005) dans Heat - Frédéric Cerdal dans Mad City - Jean-Luc Kayser dans La Piste du tueur - Pascal Renwick (*1954 - 2006) dans Flubber - Jean-Pierre Moulin dans De la Terre à la Lune (mini-série - 1re voix) - Michel Fortin (*1937 - 2011) dans Wild Wild West - Guy Chapellier dans Moby Dick (mini-série) - Gérard Rinaldi (*1943 - 2012) dans Évolution - Bernard Crombey dans Ali - Thierry Murzeau dans Fast and Furious - Érik Colin (*1947 - 2013) dans Monk (série télévisée) - Yves-Marie Maurin (*1944 - 2009) dans Une virée en enfer - Michel Bedetti dans Wonderland - Bernard-Pierre Donnadieu (*1949 - 2010) dans Un crime dans la tête - Georges Claisse (*1941 - 2021) dans Mémoires d'une geisha - Igor De Savitch dans Shutter Island - Éric Herson-Macarel dans Luck (série télévisée) - François Siener dans Ray Donovan (série télévisée) - Michel Papineschi dans L'Enfant disparue (série télévisée) - Achille Orsoni (*1952 - 2019) dans L'Arme Fatale (série télévisée) - Jean-Pierre Leroux dans Here and Now (série télévisée) - François-Éric Gendron dans Jurassic World: Fallen Kingdom - Jean-Michel Vovk dans On Becoming a God in Central Florida (série télévisée) - Georges D'Audignon dans Tiny Beautiful Things (série télévisée) - Gabriel Le Doze dans Monk, le retour |